# Mortonagrion indraneil
Mortonagrion indraneil là loài chuồn chuồn trong họ Coenagrionidae. Loài này được Dow mô tả khoa học đầu tiên năm 2011.